# DeMario Pressley

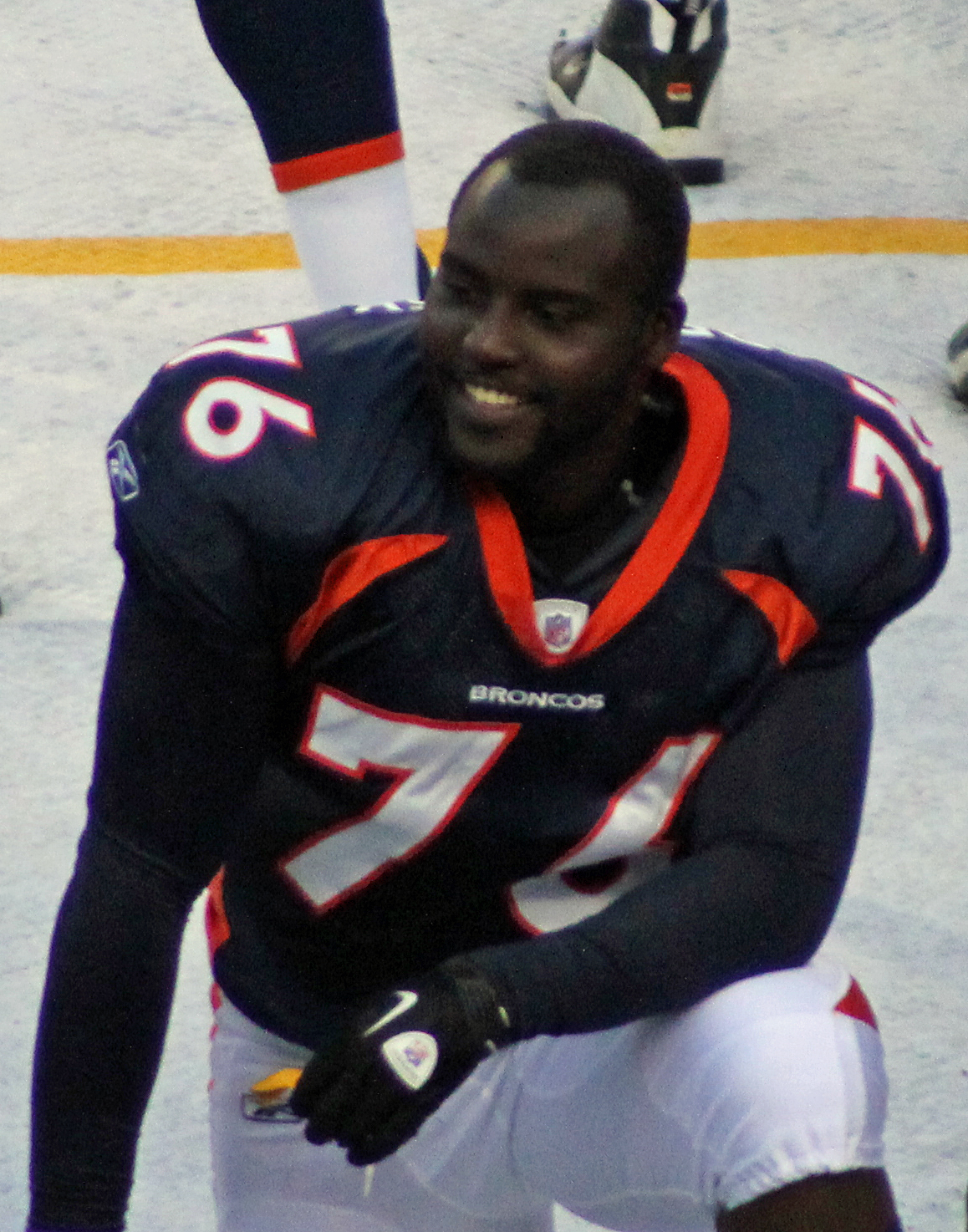
Imagem do ex-jogador de futebol Americano estadunidense DeMario Pressley.

DeMario Pressley é um jogador profissional de futebol americano estadunidense que foi campeão da temporada de 2009 da National Football League jogando pelo New Orleans Saints.